# Чхапра
Чхапра (англ. Chhapra, гінді छपरा) або Чапра (англ. Chapra) — місто в індійському штаті Біхар, адміністративний центр округу Чхапра (раніше Саран, який пізніше було розділено). Місто виросло у 18 століття завдяки європейським селітряним заводам у ньому.

## Географія
Розташована у північно-центральній частині країни, на північному березі Гангу біля місця його злиття з річкою Ґхаґхара.

### Клімат
Місто знаходиться у зоні, котра характеризується вологим субтропічним кліматом. Найтепліший місяць — травень із середньою температурою 33.2 °C (91.7 °F). Найхолодніший місяць — січень, із середньою температурою 16.5 °С (61.7 °F).
| Клімат Чхапри           | Клімат Чхапри | Клімат Чхапри | Клімат Чхапри | Клімат Чхапри | Клімат Чхапри | Клімат Чхапри | Клімат Чхапри | Клімат Чхапри | Клімат Чхапри | Клімат Чхапри | Клімат Чхапри | Клімат Чхапри | Клімат Чхапри |
| Показник                | Січ.          | Лют.          | Бер.          | Квіт.         | Трав.         | Черв.         | Лип.          | Серп.         | Вер.          | Жовт.         | Лист.         | Груд.         | Рік           |
| Середній максимум, °C   | 23,7          | 26,7          | 32,9          | 38,3          | 40,3          | 38,4          | 33,8          | 32,8          | 33,1          | 32,2          | 28,9          | 24,5          | 32,1          |
| Середня температура, °C | 16,5          | 19,1          | 24,7          | 30,2          | 33,2          | 32,9          | 30            | 29,4          | 29,1          | 26,8          | 21,7          | 17,2          | 25,9          |
| Середній мінімум, °C    | 9,3           | 11,6          | 16,5          | 22,1          | 26            | 27,5          | 26,3          | 26,1          | 25,2          | 21,4          | 14,5          | 9,9           | 19,7          |
| Норма опадів, мм        | 14.8          | 20.7          | 9.6           | 6.4           | 21            | 123           | 301.4         | 302.1         | 183.8         | 63.5          | 6.9           | 2.4           | 1055.7        |
| ----------------------- | ------------- | ------------- | ------------- | ------------- | ------------- | ------------- | ------------- | ------------- | ------------- | ------------- | ------------- | ------------- | ------------- |
| Джерело: Weatherbase    |               |               |               |               |               |               |               |               |               |               |               |               |               |